# Ralph Bean
Ralph Bean, detto Gumbo (Hamilton, ...), è un ex calciatore bermudiano, di ruolo attaccante.

## Carriera

### Club
È stato studente del The Berkeley Institute nella parrocchia di Pembroke. Ha giocato per buona parte della sua carriera agonistica nel North Village Rams, con cui ha vinto un campionato nel 1974 ed il titolo di capocannoniere nel 1977 con 14 reti.
Nella stagione 1975 passa agli statunitensi dei Philadelphia Atoms, franchigia della NASL, con cui non riuscì ad accedere alla fase finale del torneo.

### Nazionale
Dal 1978 al 1983 ha militato nella Nazionale di calcio di Bermuda.

## Palmarès

### Club
- Premier Division: 1

North Village: 1973-1974

### Individuale
- Capocannoniere della Premier Division: 1

1976-1977 (14 gol)